# Хурукра
Хуру́кра — село в Лакському районі Дагестану (Росія). Знаходиться за 3 км від райцентру, під горою Вацілу, на висоті 1580 м.

## Історія
Даних про дату заснування в писемних джерелах немає. У 1962 році на старому цвинтарі знайдено шестигранну монету, яку археологи відносять до VIII століття. Вона схожа на монети, виготовлені арабами, знайдені в могильниках Дербенту та Акуші. На південно-східній окраїні села знайдено кам'яний могильник VI століття, в середині якого були кремнієві наконечники стріл. Виходячи з цього можна сказати, що поселення утворилося тут не менше 1 500 років тому.
В повстанні 1877 року, в бою з російським гарнізоном, що знаходився в фортеці села Хурі, брало участь 80 хурукрінців, 7 з них загинуло. Після подавлення повстання 28 селян було вислано в різні області Росії.
Школа при мечеті (мактаб) діяла в селі з 1848 року. Початкову відкрито в 1915 році в оселі Молла-Курбана. За кошти селян в 1926 році розпочато будівництво нової школи (завершено в 1928 році).
В 1886 році в Хурукрі було 244 дворів. В 1914 тут проживало 1 409 осіб. В 1915 було 346 дворів та 1 541 мешканець. А в 1929 році, коли був створений район, залишилось 171 двір і 501 житель. 

## Сучасність
Сьогодні в селі 25 хат і в них 65 осіб. В селі діє початкова школа, медпункт, клуб.